# Нагорный (культурно-развлекательный комплекс)
КРК «Нагорный» — культурно-развлекательный комплекс в Советском районе Нижнего Новгорода на пересечении проспекта Гагарина и улицы Бекетова. Построен в 1965 году, реконструирован в 2007 году. Ранее известен как «Нижегородский Дворец спорта Профсоюзов» и «Нагорный Дворец спорта». Название «Нагорный» связано с расположением в нагорной (верхней, относительно остального города) части города.

## Спорт
Являлся главной ареной горьковского «Торпедо» до реконструкции хоккейного стадиона в Автозаводском районе (после смерти Виктора Коноваленко получившего его имя). На данный момент здесь проводят домашние игры следующие команды:
- женский хоккейный клуб СКИФ (с 2006 года)
- хоккейный клуб «Торпедо» (вновь с 2007 года)
- некоторые свои домашние матчи команда «Чайка» (с сезона 2009/2010)
- баскетбольный клуб «Пари Нижний Новгород» (с 2010 года)
- хоккейный клуб «Торпедо-Горький»

Также на его базе постоянно функционирует школа фигурного катания, секция по шорт-треку и хоккею. В феврале 2014 года арена приняла Кубок Вызова МХЛ.

## Реконструкция

Нагорный дворец спорта до реконструкции. Фото 2007 года

В соответствии с регламентом, команды суперлиги, начиная с сезона 2007—2008 годов, были обязаны иметь ледовые арены вместимостью не менее 5,5 тысяч зрительских мест. После возвращения нижегородского «Торпедо» в суперлигу возникла необходимость в реконструкции Дворца спорта.
Реконструкция производилась фирмами ООО «Стриот-плюс», МП Институт развития города «НижегородгражданНИИпроект», ООО «Волго-Вятская строительная компания» и другими в 2 этапа:
- Первый этап (апрель—сентябрь 2007 года):
  - Выполнение всех необходимых требований для проведения игр по требованиям суперлиги;
  - Установка инженерных систем для строительства второй очереди.
- Второй этап
  - Строительство четырёхэтажной части здания с торцевой части. В нём разместятся:
    - Универсальный спортивно-игровой зал,
    - Конференц-зал,
    - Музей спорта,
    - Библиотека,
    - Магазин спортивных товаров,
    - Медицинский центр,
    - Кафе,
    - Ресторан.
- Третий этап
  - В долгосрочных планах — строительство ещё одного пристроя, но уже со стороны проспекта Гагарина, куда планируется перевезти областную организацию профсоюзов[1].

9 сентября 2007 года дворец спорта был открыт после завершения I этапа реконструкции.

## Проезд
Проезд до остановки Дворец спорта:
- автобусами 1, 2, 12, 26, 28, 30, 37, 43, 51, 68, 72, 80, 85;
- троллейбусами 13, 31;
- маршрутными такси т-18, т-29, т-44, т-47, т-51, т-52, т-68, т-81, т-97.

## Другие факты
- До определённого времени после реконструкции 2007 года на переднем фасаде здания можно было наблюдать очертание большого овала. Спустя некоторое время в центр овала добавили круг, в результате чего получился «глаз», напоминающий Всевидящее око. Это «око» легло в основу логотипа Дворца спорта.
- В сентябре 2008 года был отменён концерт британской рок-группы Deep Purple, который должен был состояться во Дворце спорта 21 октября 2008 года. Представители МЧС сослались на требования пожарной безопасности[3]. Запрет распространяется на любые мероприятия с массовым пребыванием людей (концерты, шоу и так далее), отличные от основного назначения здания[4].